# Sikorsky SH-3 Sea King
El Sikorsky SH-3 Sea King, designado S-61 por la compañía, es un helicóptero bimotor polivalente, aunque destinado principalmente a la guerra antisubmarina (ASW), fabricado por la compañía estadounidense Sikorsky Aircraft. Ha estado en servicio con la Armada de los Estados Unidos y en otras fuerzas desde principios de los años 60, y continúa en servicio en muchos países alrededor del mundo. El Sea King también ha sido fabricado bajo licencia en Italia por Agusta, en Japón por Mitsubishi, y en el Reino Unido como Westland Sea King. Las versiones civiles principales de este helicóptero son la S-61L y S-61N.

## Diseño y desarrollo

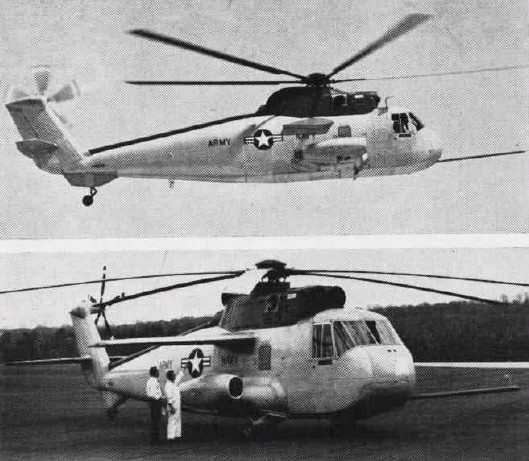
En 1965, un helicóptero Sikorsky SH-3A Sea King (U.S. Navy BuNo 148033, nueva designación Sikorsky S-61F) fue reconvertido para investigación de alta velocidad, con un fuselaje modificado, dos reactores tuborreactores, alas cortas y un rotor de 6 palas. Fue probado por la Marina y el Ejército de los EE. UU. durante un total de 88 horas de pruebas que exploraron el rendimiento, las cualidades de manejo, las tensiones, las vibraciones y las cargas de control para ocho configuraciones diferentes. El objetivo principal del programa, extender las pruebas de la configuración compuesta a una velocidad máxima segura de no menos de 200 nudos (370 km/h), se logró. Se alcanzaron velocidades de vuelo nivelado y de picado de 211 (391 km/h) y 230 nudos (426 km/h), respectivamente.

### Antecedentes
A principios de la década de 1950, la amenaza submarina soviética iba en aumento. Desde la Segunda Guerra Mundial, Estados Unidos se había interesado en las aplicaciones que los helicópteros podían tener en la guerra antisubmarina. Estados Unidos debía contrarrestar a los submarinos rusos mejorando y desarrollando sus capacidades de guerra antisubmarina. Por ello, la Armada estadounidense convocó un concurso para comprar su primer helicóptero antisubmarino, y el ganador fue el Bell HSL (modelo 61). A este le sucedieron pronto otros modelos más avanzados, como el Sikorsky SH-34 y el Piasecki HUP Retriever. A pesar de los avances técnicos, ninguno de los helicópteros en servicio cumplía plenamente los requerimientos y expectativas de la Armada estadounidense. Sin embargo fueron una gran ayuda a la hora de establecer los procedimientos y tácticas que los helicópteros ASW debían emplear.
La idea de la Armada estadounidense era contar con un helicóptero antisubmarino que fuera rápido, tuviera gran alcance y fuera capaz de detectar y destruir un submarino con sus propios medios. Una de las lecciones de la batalla contra los submarinos alemanes era que a los buques de escolta debía sumarse el apoyo de medios aéreos. El concepto de helicóptero ASW equipado con sonar calable era una idea en la que se venía trabajando desde que en 1946 el Naval Research Laboratory ensayara el concepto con el Sikorsky HOS (R-6). Pero a pesar de los avances a finales de la década de 1950, todavía se necesitaban equipos de dos helicópteros para cumplir su misión, uno transportando los medios de detección (Hunter) y el otro llevando las armas (Killer). 
La Armada estadounidense era consciente de los avances en tecnología. El nuevo sonar AQS-11 creado por Bendix Aviation Corp y los nuevos motores ofrecían prestaciones más allá de lo que podían ofrecer los helicópteros ASW en servicio. Por ello se convocó un nuevo concurso que ganó el helicóptero Sikorsky XHSS-2. Cuando comenzó la producción en serie fue bautizado como SH-3A. Sikorsky diseñó un helicóptero medio, con cierta capacidad anfibia y propulsado por dos turbinas General Electric T58. Se abandonaban los motores radiales, lográndose casi duplicar las prestaciones en cuanto a potencia y autonomía respecto a los anteriores helicópteros. La Armada estadounidense contaba ahora con un helicópteros ASW que podía llevar más armas y sensores a bordo. Sus misiones secundarias eran transporte y operaciones de rescate.
El diseño del casco le daba cierta capacidad anfibia, y con ayuda de unos flotadores podía permanecer durante tiempo prolongado flotando. Como cualquier helicóptero embarcado de Sikorsky, sus rotores y cola podían plegarse para poder ocupar el mínimo espacio en el interior de los hangares de los portaaviones y buques de escolta. Se aplicaron los avances en electrónica, llevando según versiones un sonar calable, detector de anomalías magnéticas (MAD), sonoboyas, radar, ordenador de navegación e IFF entre otros equipos. Su armamento para misiones antisubmarinas era hasta cuatro torpedos o cuatro cargas de profundidad. Incluso podía emplear una bomba nuclear táctica B57. En algunas versiones de exportación fueron adaptados para emplear misiles antibuque Exocet o Sea Eagle, dándole capacidad ofensiva.
El SH-3 entró en servicio en la Armada estadounidense en 1961, con la denominación de HSS-2, y luego SH-3A Sea King. La llegada del Sea King dotó a la Armada del mejor helicóptero de lucha antisubmarina de su época, justo cuando los sumergibles eran la punta de lanza de la flota soviética.

### Desarrollos
El diseño demostró ser sólido y funcional, por lo que Sikorsky desarrolló versiones para otros potenciales compradores. El modelo para operadores civiles fue el Sikorsky S-61L, siendo el primer operador Los Angeles Airways en marzo de 1962. Otra variante fue el Sikorsky S-61R, especializado en tareas de transporte y búsqueda y rescate (SAR), para la Fuerza Aérea y Guardia Costera de Estados Unidos.
La Armada estadounidense solicitó la conversión de los SH-3A en las variantes mejoradas SH-3D y SH-3H. En estas variantes se introdujeron motores más potentes y equipos mejorados para darle mejores capacidades ASW. En 1967 entró en servicio el SH-3D con motores T58-GE-10 más potentes y sistemas más modernos (sonar AQS-13A y el radar  APN-182). Se construyeron 73 SH-3D. La versión SH-3H llevaba dos operadores de sistemas que manejaban los equipos más avanzados disponibles (radar Canadian Marconi LN66HP, dos tipos de sonoboyas, sonar calable, lanzadores de chaff, detector de anomalías magnéticas, dos torpedos MK.46 o cargas de profundidad). Los SH-3H se asignaron a los portaaviones, siendo reemplazados en los 90 y reconfigurados para misiones de transporte y rescate.
La Armada estadounidense comenzó a asignar nuevas funciones a sus SH-3, que incluían desminado, búsqueda y rescate y transporte de carga y pasajeros. La Armada estadounidense estaba bastante satisfecha con un helicóptero ASW muy capaz y que podía adaptarse para realizar otras misiones en función de las necesidades. Surgió así el SH-3G para realizar misiones de transporte de carga y personal. En total, 103 SH-3A y 2 SH-3D fueron convertidos en SH-3G retirando equipos ASW para instalar asientos y depósitos de combustible mayores. Se ofreció a los Marines la posibilidad de desarrollar una versión de asalto aéreo, que no cuajó.
La Real Armada Canadiense (RCN) fue el primer operador extranjero importante. Así encargó 41 helicópteros Sikorsky CH-124 Sea King, usado en Canadá desde 1963. Canadá fue pionero en el empleo de un nuevo método de aterrizaje mediante arrastre con cabrestante, conocido como Beartrap. El dispositivo permitía a los CH-124 Sea King aterrizar en cubiertas de vuelo pequeñas cuando las condiciones del Atlántico Norte eran adversas. Pronto se firmaron acuerdos de licencia con Mitsubishi, Agusta y Westland Helicopters. Los clientes de exportación incluyeron a la Armada de India, la Armada Alemana, la Real Armada de Australia, la Armada de Brasil, la Real Fuerza Aérea Noruega y muchos otros.
La Marina Real seleccionó en 1966 al Sea King como helicóptero de guerra antisubmarina para reemplazar a sus Westland Wessex. El pedido inicial a Westland fue de 60 SH-3D, denominados Sea King HAS.1. Para 1979 se habían ordenado 21 HAS.2 y le siguieron variantes posteriores HAS.5 y HAS.6. Además, la Marina Real compró numerosos Westland Commando, helicóptero de asalto de los Royal Marines y denominado HC.4. Los helicópteros de la Marina Real participaron en operaciones de combate en Malvinas, Balcanes, Golfo Pérsico, Sierra Leona, Líbano y Afganistán. La Real Fuerza Aérea tuvo su versión de búsqueda y rescate (HAR.3), encargada en 1978 para reemplazar el Westland Whirlwind HAR.10. 
En Japón, Mitsubishi fabricó 55 HSS-2 destinados a servir en los destructores de la Fuerza Marítima de Autodefensa de Japón (JMSDF). Eran SH-3A con motores T58-GE-10. Japón compró después 29 HSS-2A (SH-3D) y 83 HSS-2B (SH-3H). Mitsubishi también fabricó 3 S-61A y un S-61A-1 para servir en buques de investigación polar de la JMSDF. Les siguieron 12 S-61A-1 para misiones de rescate.

## Historia operacional

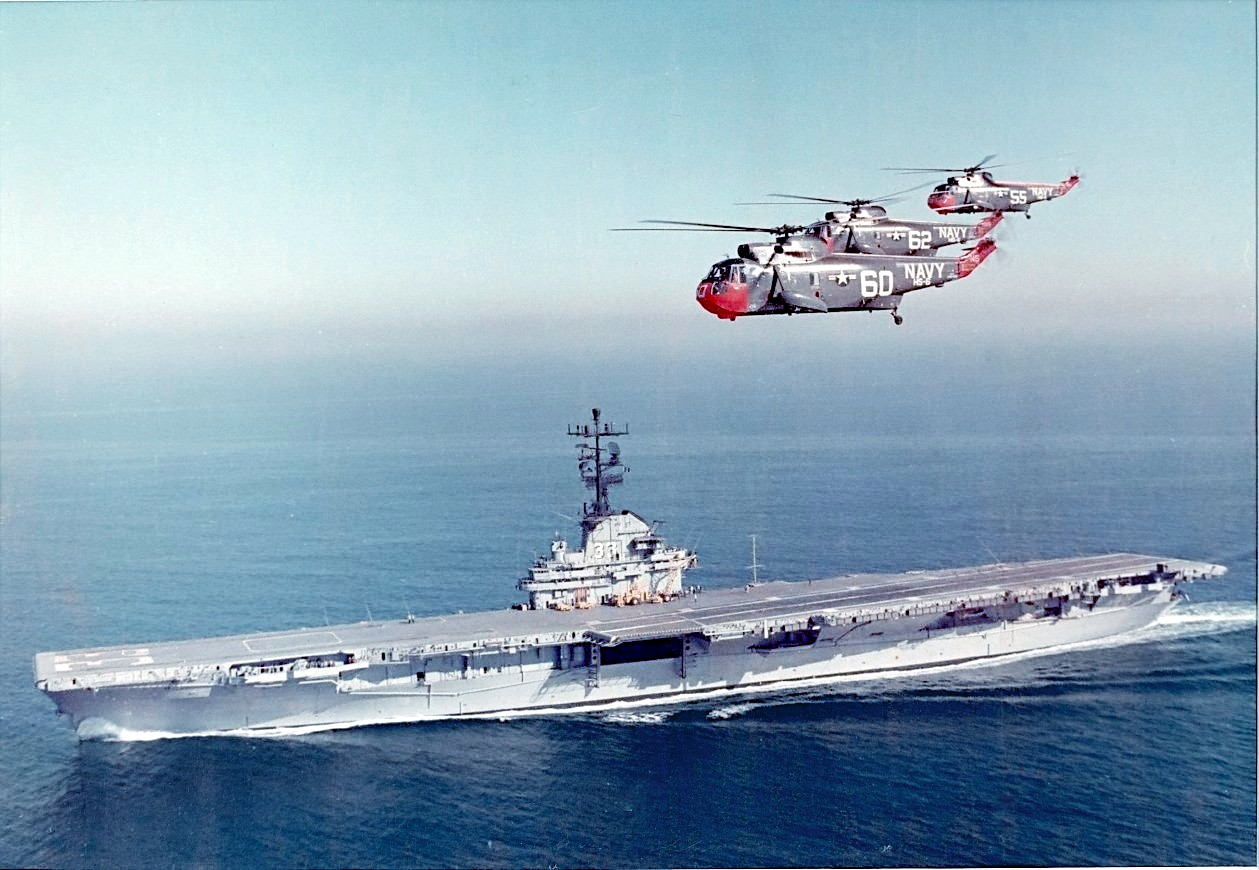
Helicópteros SH-3A del escuadrón HS-6 sobrevuelan el.

Un HH-3E de la USAF en plena operación de rescate en Vietnam.

Desde 1959, Sikorsky Aircraft fabricó 794 aeronaves basadas en el diseño del S-61. La línea de producción del S-61 estuvo abierta hasta 1980. En Reino Unido, Japón, Canadá e Italia se fabricaron otras 679 aeronaves.
Los SH-3 volaban sus misiones antisubmarinas desde los portaviones antisubmarinos de la Armada estadounidense, antiguos clase Essex reconvertidos para operar aviones y helicópteros antisubmarinos. Estos portaviones eran denominados CSV y operaban dos escuadrones de aviones S-2F Tracker y un escuadrón de SH-3A Sea King. Los SH-3 se embarcarían en muchos portaviones de países aliados en este mismo rol antisubmarino. Una de las operaciones más arriesgadas era la de patrulla nocturna, que incluía emplear el sonar calable en el mar en plena noche.
Entre las misiones más interesantes encargadas a los Sea King de la Armada estadounidense estuvo la recuperación de las tripulaciones de astronautas, incluida la misión lunar Apollo XI en 1969. El SH-3 fue el helicóptero principal para recuperar cápsulas espaciales tripuladas a partir de mayo de 1962. Durante la Guerra de Vietnam, una docena de SH-3 fue equipada con depósitos de combustible autosellantes, ametralladoras y blindaje pesado para realizar misiones de rescate de tripulaciones derribadas. Su mayor alcance y sus dos motores les daban mayores capacidades durante las misiones sobre Vietnam del Norte. 
La Fuerza Aérea de los Estados Unidos encargó tres 3 SH-3A para emplearlos en el suministro de estaciones de radar remotas. Se les denominó CH-3B y pronto la USAF encargó más aeronaves. Las nuevas versiones de la USAF eran la CH-3C para transporte y la HH-3C para el rescate de pilotos derribados. Les seguirían nuevas versiones mejoradas. Los helicópteros HH-3 de rescate vieron mucha acción en Vietnam, rescatando a pilotos derribados en Laos, Vietnam del Norte y Camboya. El Sikorsky HH-3E fue bautizado Jolly Green Giant, siendo muy apreciado por sus tripulaciones y por los pilotos a los que rescató. Su éxito llevó a la USAF a encargar el HH-53 a Sikorsky. 
El Servicio de Guardacostas de Estados Unidos encargó, en 1965, 40 aeronaves de una versión del S-61R, a la que se denominó HH-3F Pelican. Estarían en servicio hasta 1994, salvando más de 20 000 Vidas. El HH-3F ofrecía en 1969 avances en navegación que no estarían disponibles hasta muchos años más tarde en otras aeronaves militares.
Entre las misiones más famosas están la de transporte vip. El Marine Helicopter Squadron One (HMX-1) ha transportado a los presidentes de Estados Unidos empleando sus VH-3A y VH-3D desde 1962. Estas versiones están especialmente modificadas para transporte vip. Algunos VH-3A, al ser retirados del destacamento presidencial, pasaron a ser usados por los almirantes de la Armada estadounidense. Un VH-3A fue regalado por el presidente Nixon al presidente egipcio Sadat como gesto de acercamiento entre los dos países.
Italia creó sus propias versiones del S-61R y del VH-3. La Fuerza Aérea de Italia compró 22 S-61R y 2 VH-3A.
En la guerra de las Malvinas, ambos bandos emplearon sus Sea King en misiones de combate.

### Argentina
En 1971 se formó la Segunda Escuadrilla Aeronaval de Helicópteros en la Base Aeronaval Comandante Espora, con los primeros cuatro SH-3D Sea King encargados por Argentina. Basados en portaviones, su misión era la guerra antisubmarina. En 1976 se agregó un SH-3D adicional.
Los SH-3D fueron también muy utilizados en tareas como búsqueda y rescate, transporte de tropas y material y ayuda en desastres naturales. Tuvieron una participación activa en la guerra de las Malvinas en 1982. La Segunda Escuadrilla Aeronaval de Helicópteros participó en la guerra con 3 SH-3D, a bordo del portaviones ARA 25 de Mayo y posteriormente desde Viedma, realizando misiones antisubmarinas y de transporte de personal. El 1 de junio de 1982, dos Sea King realizaron el rescate de un piloto y nueve mecánicos luego de que fueran destruidas sus aeronaves en Isla Borbón. Al final de la guerra, 2 SH-3 se asignaron al rompehielos ARA Almirante Irizar, que se dirigió a Malvinas como buque hospital. Durante la guerra, los SH-3 realizaron alrededor de 100 misiones y volaron 145 horas.
Los SH-3 eran las aeronaves argentinas más idóneas para abastecer las bases antárticas, volando desde los buques ARA Bahía Paraíso y ARA Almirante Irizar. El primer uso del Sea King en el continente antártico se remonta a la Campaña Antártica 1978/79.
En 1987 se adquirieron a Agusta 4 ASH-3D, versión de transporte, para operar en la Antártida. Dos ASH-3D se perdieron en el naufragio del ARA Bahía Paraíso en 1989. En el incendio del ARA Almirante Irízar en 2007, se perdieron dos SH-3D que se encontraban en el hangar del buque. La necesidad llevó a la adquisición en 2008 de 6 UH-3H (2 destinados a repuestos) ex-Armada estadounidense.
El Ministerio de Defensa adquirió, en marzo de 2021, otros dos Sea King modernizados ex Armada estadounidense.

### Brasil
La Marina de Brasil recibió 6 SH-3D entre 1970 y 1972, perdiéndose dos en accidentes. Los helicópteros Sea King se asignaron al Primeiro Esquadrão de Helicópteros Antissubmarino (HS-1), en la  Base Aérea Naval de São Pedro da Aldeia. Operaron también desde los portaviones Minas Gerais y Sao Paulo. Los SH-3 estuvieron en activo en Brasil hasta 2012, cuando fueron reemplazados por los SH-60. 
En 1984 se recibieron 4 ASH-3H (denominados SH-3A en Brasil), con capacidad para disparar misiles AM-39 Exocet. Los SH-3D supervivientes se enviaron a Italia para ser convertidos en ASH-3H, uno se perdería en un accidente años después. En 1996, Brasil adquirió seis SH-3H ex-Armada estadounidense, equipados con sonar AN/AQS-18(V). Estos SH-3H fueron denominados SH-3B en Brasil. Dos SH-3D adicionales fueron recibidos como fuente de repuestos. Debido a los costes de operación, algunos SH-3 estuvieron en reserva antes de ser retirada la flota entera.

### España
En febrero de 1965 se creó el núcleo de la Quinta Escuadrilla de la Flotilla de Aeronaves de la Armada. La Armada adquirió en total 18 unidades, que se fueron recibiendo en varios lotes entre 1966 y 1981, de las versiones SH-3D y SH-3G. De los 18 helicópteros, 3 fueron convertidos en 1985 en SH-3 AEW y otros 7 se perdieron en accidentes. Los ocho SH-3 supervivientes fueron reconvertidos para realizar tareas de transporte y asalto anfibio.
España fue el primer operador de la versión SH-3D. Dado el tamaño de estos aparatos, la complejidad y coste de los equipos que montaban se los apodó Vacas Sagradas.
El día 25 de junio de 2022 se dieron de baja los últimos helicópteros, tras más de 55 años en activo.

### Perú
A finales de la década de 1970, Perú incorporó el crucero BAP Aguirre (CH-84). Se trataba del crucero De Zeven Provincien, retirado de la Real Marina Holandesa. Se le eliminó el sistema de misiles Terrier y convirtió en crucero portahelicópteros. Se escogió en 1977 el Agusta SH-3D como sistema principal del crucero, modificándolo para emplear misiles AM-39 Exocet. La Marina de Guerra de Perú compró 4 Agusta SH-3D para equipar al navío.
En 2010 fueron adquiridos 6 Sikorsky UH-3H Sea King ex-Armada estadounidense. Dos estaban destinados a servir como fuente de repuestos a los otros cuatro.
El Escuadrón Aeronaval N°22 emplea sus helicópteros SH-3D en exploración marítima, guerra antisubmarina y guerra antisuperficie. También cuenta con helicópteros multipropósito UH-3H destinados a realizar misiones de búsqueda y rescate (SAR), evacuaciones aeromédicas, operaciones de interdicción marítima, transporte de personal y carga, así como apoyo a la población en desastres naturales.
En 2023 se realiza compra de 6 unidades a España por el precio simbólico de 100 dólares cada uno.

### Venezuela
El Ejército de Venezuela compró en 1983 a Agusta 4 helicópteros de transporte AS-61D. En 2006 se perdió un AS-61 en un accidente. Los restantes siguen en servicio activo.
Los AS-61 están asignados al Batallón de Helicópteros Multipropósito Coronel Mauricio Encinoso, basado en el Fuerte Tavacare.

## Versiones

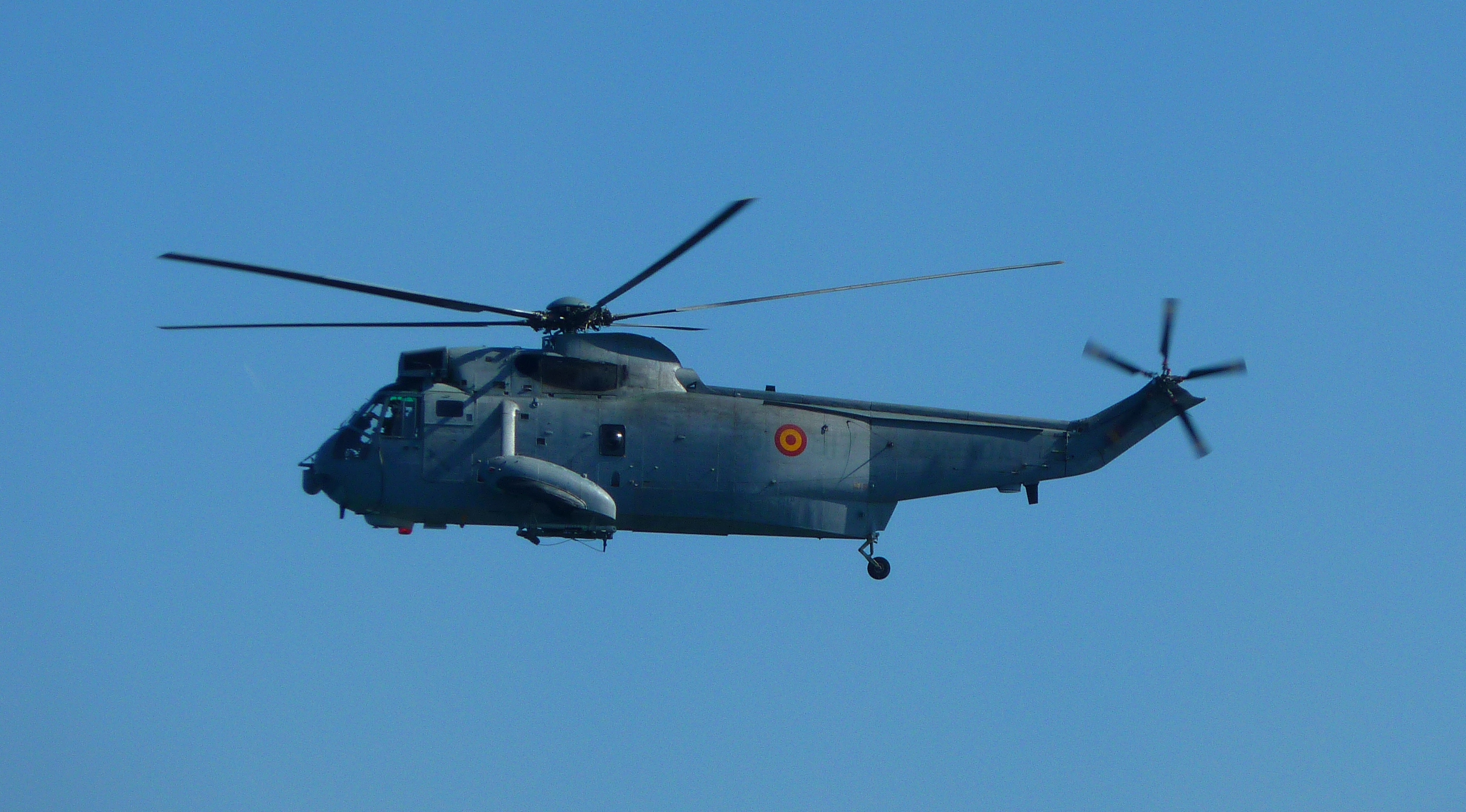
Uno de los SH-3 de la Armada Española, al final de su vida, desprovistos de sus equipos antisubmarinos y empleados para realizar tareas de transporte y asalto anfibio (aparte de los de la versión de alerta aérea AEW). Todos dados de baja.

S-61L (1960)
Destinado a operación en líneas aéreas.
S-61N (1962)
Con capacidad en operaciones anfibias, contaba con el mismo fuselaje del S-61L.
S-61R (1962)
Construcción para operaciones específicas.
SH-3D (1966)
Primeros SH-3D del mundo en su versión antisubmarina, utilizado por la Armada Española.
SH-3H (1973)
Versión antisubmarina, propulsado por motores Dash-10, además posee un sensor MAD, 24 tubos de lanzamiento de bombas marcadoras de humo en el lado izquierdo, un gran contenedor para lanzamiento de chaff antirradar, sistemas de sensores sumergibles pasivos y activos de sonar y capacidad de lanzamiento de torpedo con paracaídas de estabilización.
Westland Sea King Mk 50
Versión australiana, equipado con motores Gonome H.1400-1 y rotor de seis palas. El Mk 50 puede volar misiones antisubmarinas, de salvamento, abastecimiento vertical, transporte táctico y evacuación médica.
Westland Sea King Mk4
Versión británica para el transporte de Reales Marines, capacidad para levantar 2700 kg de peso, también es capaz de transportar vehículos, 27 marines equipados, cañones de 105 mm a una distancia aproximada de 400 mn.
Westland Sea King ASaC
Vigilancia Aérea y control del área, modificación para la Marina Real. Es una base de operaciones aérea para los aviones de la Marina Real, capaz de detectar aviones a baja altura intentando atacar buques de superficie. Equipado con radares y ordenadores.
Westland Sea King HAS.5
Utilizado por la Marina Real para realizar operaciones antisubmarinas.
Westland Sea King Mk 48
Utilizado por las Fuerzas Armadas Belgas como helicóptero utilitario.
Westland Sea King Mk 43
Utilizado por las Fuerzas Armadas noruegas, como plataforma para operaciones SAR (Search and Rescue, Operaciones de Rescate).
S-61D4
Versión utilizada por la Armada Argentina.

## Operadores

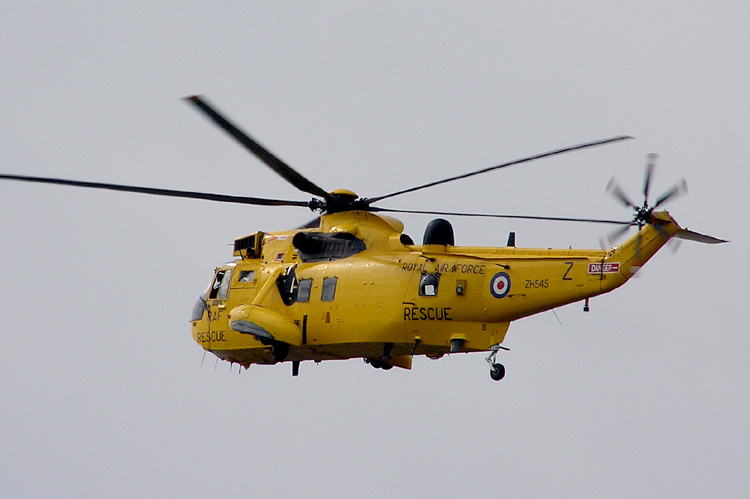
Un Westland Sea King, una variante del Sea King.

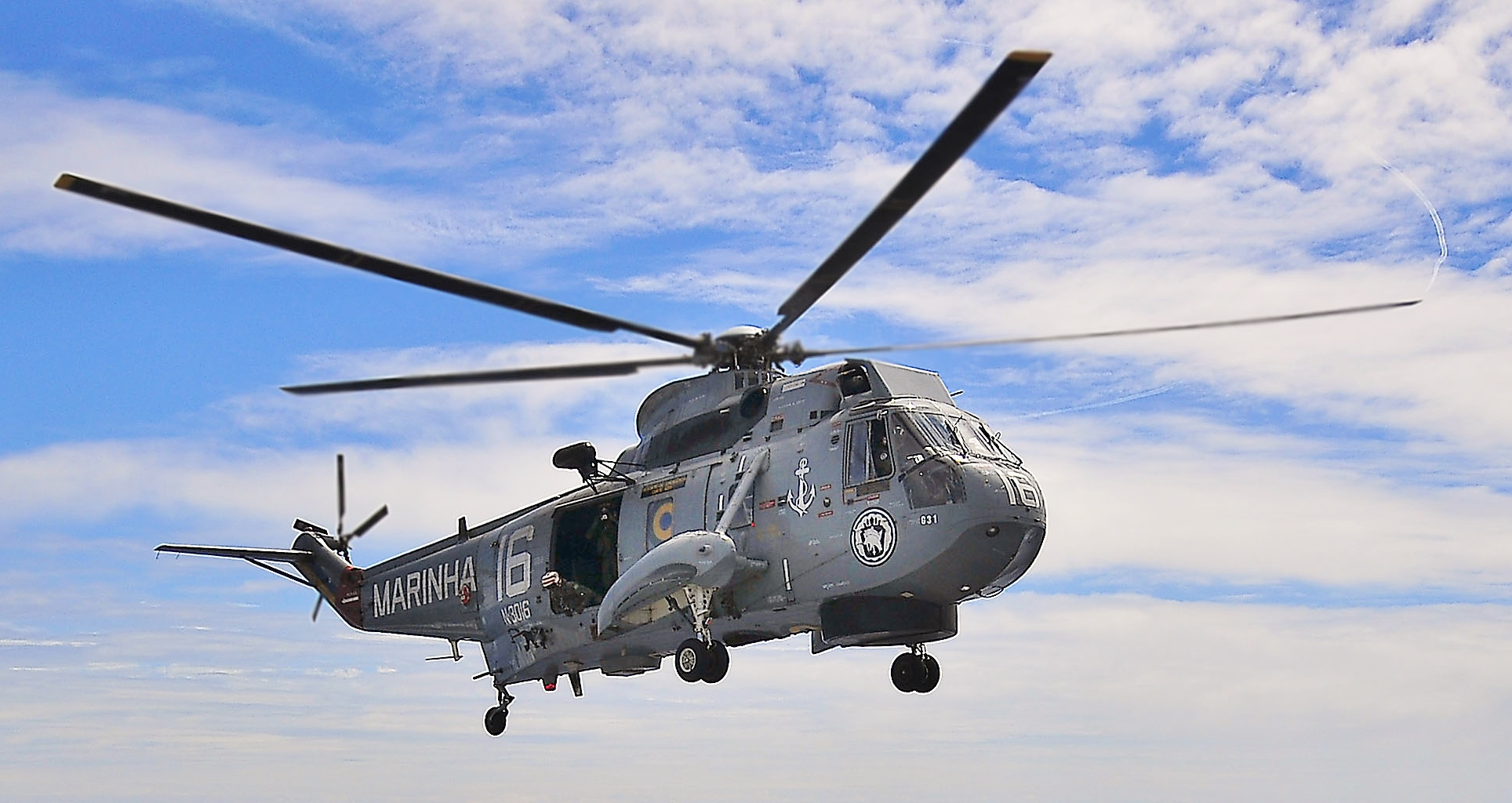
Un SH-3 Sea King de la Armada Brasileña en aproximación.

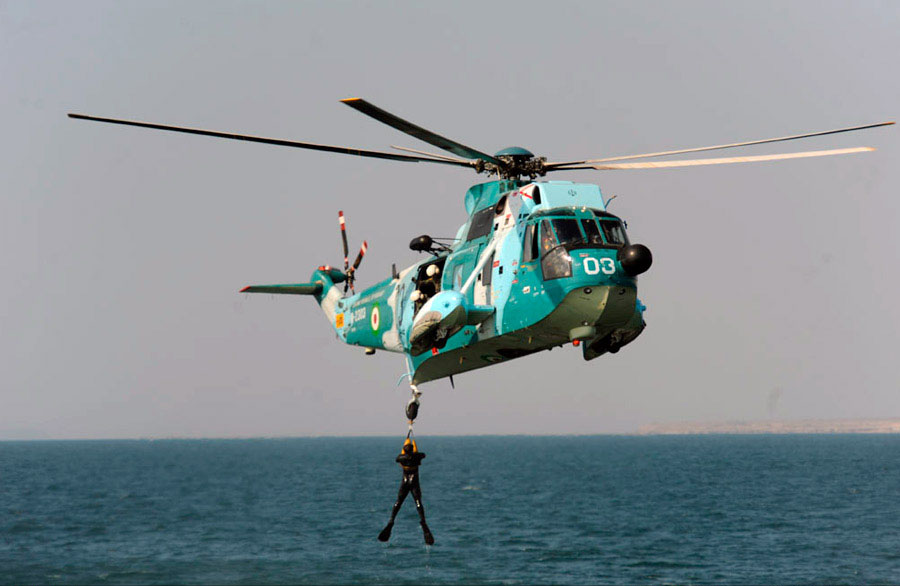
Un ASH-3D Sea King iraní durante unas maniobras.

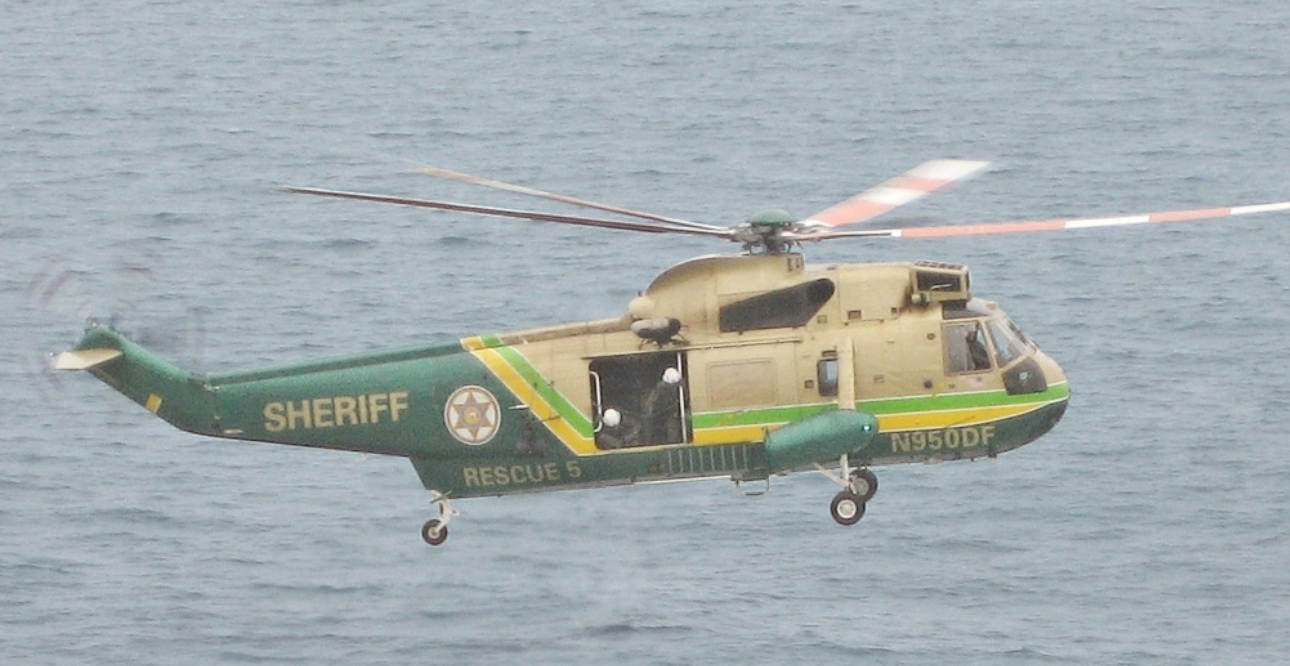
UN H-3 Sea King del LASD, volando sobre el Rancho Palos Verdes.

Arabia Saudita
- Real Fuerza Aérea Saudí:[6] 3 AS-61 de transporte vip.

 Argentina
- Armada Argentina:[7] 5 aeronaves en servicio.[8][9]

 Brasil
- Armada Brasileña:[7] 7 aeronaves; 4 SH-3A y 3 SH-3B.

 Canadá
- Real Fuerza Aérea de Canadá: 27 aeronaves CH-124A/B/B2.
- Marina Real Canadiense:[10] 41 aeronaves CH-124.

 Dinamarca
- Real Fuerza Aérea de Dinamarca[11]

 España
- Armada Española:[7] 4 aeronaves; 1 SH-3D y 3 SH-3W. Retirados del servicio en 2022.

 Estados Unidos
- Armada de los Estados Unidos[12] Ex-operador[cita requerida].
- Cuerpo de Marines de los Estados Unidos[13]
- LASD[14]

 Irán
- Armada de la República Islámica de Irán:[7] 10 ASH-3D.

 Irak
- Fuerza Aérea Iraquí[15][16]

 Italia
- Fuerza Aérea Italiana: 35 HH-3F y 2 SH-3D/TS de transporte vip.
- Armada Italiana:[7] 18 unidades.

 Japón
- Fuerza Marítima de Autodefensa de Japón[17]

 Malasia
- Real Fuerza Aérea Malaya:[7] 30 aeronaves.

 Perú
- Armada del Perú: 15 unidades; 9 SH-3D y 6 UH-3H. 6 SH-3D adquiridos en 2022 a la Armada de España.[18]

 Venezuela
- Ejército Nacional de Venezuela: 3 AS-61D en servicio.[7]

## Especificaciones

### Características generales
- Tripulación: Cuatro (piloto, copiloto y dos operadores para guerra submarina)
- Capacidad: 30
- Longitud: 22 m (72 ft)
- Diámetro rotor principal: 16,4 m (53,7 ft)
- Altura: 5,1 m (16,8 ft)
- Peso vacío: 5382 kg (11 861,9 lb)
- Peso cargado: 8449 kg (18 621,6 lb)
- Peso máximo al despegue: 10 000 kg (22 040 lb)
- Planta motriz: 2× turboeje General Electric T58-10.
  - Potencia: 1040 kW (1434 HP; 1414 CV) cada uno.

### Rendimiento
- Velocidad máxima operativa (Vno): 270 km/h (168 MPH; 146 kt)
- Alcance: 1000 km (540 nmi; 621 mi)
- Techo de vuelo: 4481 m (14 701 ft)
- Régimen de ascenso: 6,6-11,16 m/s

### Armamento
- Armas de proyectiles: Torretas y armas estacionarias en puertas de algunos modelos
- Otros: Carga nuclear de profundidad, 2 torpedos Mk.46/44 antisubmarino

## Aeronaves relacionadas

### Desarrollos relacionados
- Sikorsky S-61L/N
- Sikorsky S-61R
- Sikorsky S-62
- CH-124 Sea King
- CH-53 Sea Stallion
- Sikorsky S-67
- Westland Sea King

### Aeronaves similares
- SH-2 Seasprite
- SH-60 Seahawk
- Kamov Ka-25
- Mil Mi-14
- Westland Lynx

### Secuencias de designación
- Secuencia HS_S (Helicópteros Antisubmarinos de la Armada estadounidense,1951-1962 (Sikorsky, 1928-1962)): HSS-1 - HSS-2
- Secuencia H-_ (Helicópteros estadounidenses, redesignación de 1962 usando números antiguos): H-1 (UH-1/N/Y, AH-1/J/T/W/Z) - H-2/G/Tomahawk - H-3 (SH-3, CH-3/HH-3) - H-4 - H-5 - H-6 (OH-6, AH-6, MH-6)
- Secuencia de designación de aeronaves de las Fuerzas Armadas Italianas: Q-1 - G-2 - H-3D/H-3F - G-4 - Q-7 - AV-8 →
- Secuencia Z._ (Helicópteros del Ejército del Aire español, 1954-1978): ← Z.6 - Z.7/B/A - Z.8 - Z.9 - Z.10/B - Z.11 - Z.12 →
- Secuencia H._ (Helicópteros del Ejército del Aire español, 1978-presente): ← H.4 - HE.7/B/A - HU.8 - HS.9 - HD/HU.10/B - HD.11 - HR.12 →